# Френсіс Скаллі (яхтсмен)
Френсіс Скаллі (англ. Francis Scully, 24 січня 1925 — 9 листопада 1998) — американський яхтсмен.
Бронзовий призер Олімпійських Ігор 1964 року в класі 5,5 метра.